# T1 Light Tank
 (janvier 2014).
Si vous disposez d'ouvrages ou d'articles de référence ou si vous connaissez des sites web de qualité traitant du thème abordé ici, merci de compléter l'article en donnant les références utiles à sa vérifiabilité et en les liant à la section « Notes et références ».
Le T1 Cunningham était un prototype de char léger américain mis au point dans les années 1922-1928. 6 prototypes ont été produits et désignés de T1E1 à T1E6.
Le T1E4 avait une tourelle montée au centre avec une rotation manuelle complète de 360°. Il avait un poids total de 7,8 tonnes et était propulsé par un moteur essence V8 refroidi par eau développant 132 chevaux. La transmission était de marque Cotta avec 3 vitesses avant et 1 arrière. L'armement incluait un canon de 37 mm M1924 semi-automatique et la mitrailleuse coaxiale était une .30 cal M1919A4 (7,62 mm).
On ne sait pas exactement combien ont été produits, mais un T1E2 a été préservé à l'Aberdeen Proving Ground, dans le Maryland.